# Ганя, Йонел
Йоа́н (Йоне́л) Виоре́л Га́ня (рум. Ioan "Ionel" Viorel Ganea; род. 10 августа 1973, Фэгэраш, Румыния) — румынский футболист, нападающий. Бывший игрок «Брашова», «Университати» из Крайовы, «Глории» из Бистрицы, бухарестского «Рапида», «Штутгарта», «Бурсаспора», «Вулверхэмптона», бухарестского «Динамо», «Политехники» из Тимишоары и сборной Румынии.
Участник чемпионата Европы 2000 года. На турнире он сыграл в трёх матчах своей сборной и забил 1 гол в ворота сборной Англии, который вывел его сборную в четвертьфинал.
Лучший бомбардир чемпионата Румынии 1999 года.

## Биография

### Клубная карьера
Свою профессиональную карьеру Йонел Ганя начал в 1993 году в составе клуба второго румынского дивизиона «ИКИМ Брашов». Уже в первый год своей карьеры Ганя показал свой сложный характер, когда за день перед игрой ножом угрожал своему тренеру. В своём втором сезоне Ганя забил за клуб четыре гола и летом 1994 года ушёл на повышение в «Брашов». В своём первом сезоне в высшей лиге Ганя выходил на поле в 30-и матчах, но не смог забить ни одного гола. В следующем сезоне Ганя забил 4 гола в 20-и матчах за «Брашов», и в середине сезона перешёл в состав «Университати» из Крайовы. За остаток сезона он забил 5 голов в 11-и матчах и помог своей команде занять 4-е место позволяющее выступить в Кубке Интертото. В следующем сезоне Йонел отличился 6-ю голами в 19-и матчах. А в сезоне 1997/98 Ганя вместе с командой дошёл до финала Кубка Румынии, в котором «Университатя» со счётом 0:1 уступила бухарестскому «Рапиду». Пока Ганя выступал за клуб из Крайовы он вновь отличился своим характером когда на тренировке ударил своего одноклубника Корнела Фрэшиняну, задолжавшего ему денег, ногой в лицо.
После окончания сезона Ганя перешёл из «Университати» в «Глорию» из Бистрицы за 20 тысяч евро. В «Глории» Ганя однажды побил двух своих товарищей по команде. Тем не менее за полгода в команде Ганя забил 17 голов в 16-и матчах. В январе 1999 года уже за 500 тысяч евро Ганя перешёл в состав бухарестского «Рапида». До конца сезона Ганя забил ещё 11 голов. Таким образом за весь сезон на его счету оказалось 28 голов, которые позволили ему стать лучшим бомбардиром чемпионата Румынии. Уже летом Йонела приобрёл немецкий «Штутгарт», который заплатил за его переход 3,5 миллиона марок.
В составе «Штутгарта» Йонел Ганя дебютировал 6 августа 1999 года, выйдя на 59-й минуте вместо Срето Ристича в матче Кубка Германии с «Нордерштедтом», который завершился победой «Штутгарта» со счётом 3:0. В Бундеслиге Ганя дебютировал спустя неделю в матче с бременским «Вердером», который завершился нулевой ничьей. 18 сентября в матче 5-го тура чемпионата Йонел открыл счёт своим голам за новый клуб, забив сразу 2 гола в ворота «Дуйсбурга». Всего в своём первом сезоне в Германии Ганя забил 9 голов в 33-х матчах. В Германии Ганя продолжил показывать свой характер, после одного из матчей он подрался со своим партнёром по команде Йохеном Зайцом, когда тот решил сесть на его место в автобусе.
Сезон 2000/01 «Штутгарт» начал с победы в Кубке Интертото, однако сам Ганя принял участие лишь в одном матче, так как был занят играми за сборную. 26 августа в матче первого раунда Кубка Германии с «Вупперталером» Ганя забил свой «хет-трик» за немецкий клуб. Благодаря победе в Кубке Интертото «Штутгарт» попал в розыгрыш Кубка УЕФА. 14 сентября заменив на 80-й минуте Шона Данди в матче с «Харт оф Мидлотиан» румын дебютировал во втором по значимости клубном европейском турнире. В матче 20-го тура Бундеслиги с «Кайзерслаутерном», который закончился разгромной победой «швабов» со счётом 6:1, Ганя оформил свой второй «хет-трик» за сезон. В том сезоне Йонел записал на свой счёт 15 голов в 42-х матчах.
Так как в прошлом сезоне «Штутгарт» занял 15-е место следующий сезон прошёл для клуба без еврокубков. Начиная с конца сентября Ганя забивал по голу в четырёх матчах подряд. Несмотря на это главный тренер команды Феликс Магат не особо доверял румыну место в основном составе. В конце сезона дошло до того, что Ганя оскорбил Магата и бросил в него мороженое, когда главный тренер заявил ему, что его меню вредно для здоровья. Тот сезон «Штутгарт» завершил на 8-м месте в чемпионате, гарантирующем место в Кубке Интертото.
Следующий сезон «Штутгарт» вновь начал с победы в Кубке Интертото, которое позволило им пробиться в Кубок УЕФА. Ганя на этот раз участвовал во 8-и матчах и забил 2 гола. 9 ноября в матче 12-го тура Бундеслиги с «Бохумом» Йонел Ганя оформил «хет-трик» в период с 73-й по 90-ю минуту матча, который принёс его команде победу со счётом 3:2. В Кубке Германии «Штутгарт» вылетел уже во втором раунде, а в Кубке УЕФА на стадии 1/8 финала. Это позволило клубу сосредоточиться на играх чемпионата и занять высокое 2-е место. Ганя в том сезоне сыграл в 36-и матчах и забил 12 голов. Летом 2003 года покинул клуб, так как его контракт подошёл к концу. Последний раз в составе «швабов» Ганя вышел 24 мая 2003 года заменив на 75-й минуте Кевина Кураньи в матче 34-го тура с «Вольфсбургом». Всего за немецкий клуб Ганя забил 47 голов в 137-и матчах.
Ганя не долго оставался без клуба и уже в конце июня подписал контракт с турецким «Бурсаспором», который возглавил его бывший напарник по сборной Георге Хаджи. Услуги форварда предлагались также московскому «Спартаку», но руководство «красно-белых» слишком долго размышляло над предложением и форвард предпочёл турецкий вариант.
За новый клуб румын дебютировал 9 августа 2003 года в матче 1-го тура чемпионата Турции с «Газиантепспором», который закончился нулевой ничьей. Лишь в 7-м туре в матче с «Коньяспором» Йонел забил свой первый гол за команду. 2 ноября в матче 11-го тура Ганя оформил «хет-трик» в ворота «Аданаспора». В целом команда показывала плохие результаты и уже в ноябре Георге Хаджи был уволен с поста главного тренера. Вслед за своим соотечественником Турцию покинул и Ганя, который принял предложение клуба английской Премьер-лиги «Вулверхэмптон Уондерерс». Всего в Турции Йонел Ганя провёл 15 матчей, в которых забил 5 голов.
В Англии румынский форвард дебютировал 3 января 2004 года в кубковом матче с «Киддерминстер Харриерс». Через неделю в матче с «Чарльтоном» состоялся дебют Гани в Премьер-лиге. А в конце месяца в матче Кубка Англии Йонел забил свой первый гол за новый клуб, хотя это и не спасло его клуб от поражения «Вест Хэму» со счётом 1:3. В том сезоне Ганя принял участие в 16-и матчах Премьер-лиги, в которых он забил 3 мяча, в ворота лондонского «Арсенала», «Лидса» и «Ньюкасла». Это однако не спасло «волков» от вылета в чемпионат Футбольной лиги Англии.
В августе 2004 года Ганя в одном из товарищеских матчей получил травму колена из-за которой был вынужден пропустить весь сезон.
Пропустив целый год румын вернулся в большой футбол 23 августа 2005 года в матче Кубка лиги с «Честер Сити». Матч завершился победой «Вулверхэмптона» со счётом 5:1, а Ганя записал на свой счёт последний гол команды. Контракт Гани заканчивался в конце сезона, но руководство «волков» не проявляло заинтересованности в продлении соглашения, поэтому в январе 2006 года румыном интересовались «Лидс», «Кардифф Сити» и «Ковентри». Но в феврале все переговоры о продаже или аренде игрока сорвались. После этого Ганя прочно сел на скамейку запасных и до конца сезона на поле уже не выходил. В марте Йонела и вовсе хотели отдать в месячную аренду в один из клубов низшего дивизиона. Вскоре румын в одном из интервью назвал главного тренера «Вулверхэмптона» Гленна Ходдла одним из самых сложных тренеров, с которым ему когда-либо приходилось работать.
Летом 2006 года Ганя в качестве свободного агента, подписал однолетний контракт с бухарестским «Динамо», по которому он стал получать 120 тысяч евро в год. В новом клубе Ганя дебютировал 13 июля 2006 года в матче первого квалификационного раунда Кубка УЕФА с мальтийским «Хиберниансом». «Динамо» в двух следующих раундах прошло «Бейтар» из Иерусалима и «Ксанти» и завоевало себе место в групповом этапе. 20 августа в матче чемпионата Румынии с «Политехникой» Йонел открыл счёт своим голам за клуб. А уже через неделю в матче следующего тура Ганя забил четыре гола в ворота своего бывшего клуба «Университати» из Крайовы. Благодаря своим уверенным выступлениям в ноябре Ганя продлил контракт с «Динамо» до 2009 года. Но в конце декабря Ганя, являющийся лучшим бомбардиром чемпионата, из-за разногласий с руководством разорвал контракт и покинул клуб.
Вскоре Ганя подписал контракт на два с половиной года с бухарестским «Рапидом», клубом из которого в 1999 году Ганя уезжал играть в Германию. По новому контракту он стал получать 350 тысяч евро в год, став самым высокооплачиваемым игроком румынского чемпионата. Своё первое появление на поле после возвращения нападающий провёл 28 февраля 2007 года в четвертьфинальном матче Кубка Румынии с клубом «Арджеш». Основное время матча закончилось нулевой ничьей, но в овертайме «Рапиду» удалось забить 2 гола, один из которых оказался на счету вернувшегося Гани. В полуфинале «Рапид» прошёл клуб «Пандурий». А в финале была обыграна «Политехника», однако сам Ганя весь финальный поединок просидел на скамейке запасных. За остаток чемпионата Ганя забил 2 гола в 9-и матчах чемпионата и стал лишь вторым бомбардиром чемпионата. А его команда несмотря на победу в Кубке, заняла в чемпионате только 4-е место. По окончании сезона руководство «Рапида» приняло решение обменять Йонела на игрока «Политехники» Штефана Григорие.
В составе клуба из Тимишоары форвард, получивший капитанскую повязку, дебютировал 29 июля 2007 года в матче 1-го тура чемпионата с «Политехникой Яссы». В матче 3-го тура Ганя забил первый гол за новый клуб в матче с клубом «Пандурий», в том же матче Йонел получил две жёлтые карточки и был удалён с поля на 83-й минуте. После одноматчевой дисквалификации Ганя вышел на поле 26 августа в матче 5-го тура с его бывшим клубом «Рапидом». На 70-й минуте матча Йонел заработал удаление за удар соперника, а после того как ему показали красную карточку он набросился на лайнсмена Дорина Мудуру и начал его душить, а затем ударил в живот. За этот поступок Федерация футбола Румынии дисквалифицировала нападающего на 22 матча и оштрафовала его на 14 тысяч леев. Чуть позднее срок дисквалификации был сокращён до 16 матчей. 24 февраля 2008 года срок дисквалификации истёк и Йонел вновь вышел на поле. Всего в том сезоне Ганя забил 3 гола в 18-и матчах. По окончании сезона Йонел Ганя принял решение завершить свою карьеру в возрасте 35-и лет.

### Карьера в сборной
Йонел Ганя дебютировал в сборной Румынии 3 марта 1999 года в товарищеском матче со сборной Эстонии. Матч завершился победой румын со счётом 2:0, и оба гола оказались на счету Йонела. Благодаря своему уверенному дебюту Йонел стал вызываться на матчи сборной в отборочном турнире чемпионата Европы 2000 года. В 5-и матчах отборочного турнира Ганя забил 3 гола и помог своей сборной выйти в финальную стадию турнира с первого места в группе.
В 2000 году Эмерик Женей главный тренер сборной Румынии включил Йонела в состав сборной на Евро 2000. Румыны попали в группу A вместе с португальцами, англичанами и немцами. В первом матче со сборной Германии, который закончился ничьей со счётом 1:1, Ганя так и не появился на поле. В следующем матче со сборной Португалии Ганя вышел на поле на 69-й минуте вместо Виорела Молдована при счёте 0:0, но на 94-й минуте матча португалец Коштинья забил гол и принёс своей команде победу с минимальным счётом. В последнем матче группового этапа румынам нужна была только победа над англичанами. Ганя вновь начал матч на скамейке запасных и вышел на поле лишь на 74-й минуте заменив Адриана Илие при счёте 2:2. На 88-й минуте защитник сборной Англии Фил Невилл сфолил в своей штрафной на Виореле Молдоване. Румыния получила право на пенальти, который уверенно реализовал Йонел Ганя. Своим голом Йонел принёс своей сборной победу со счётом 3:2 и выход в четвертьфинал. В четвертьфинале румыны попали на сборную Италии, которым проиграли со счётом 0:2. Ганя вновь не появился в стартовом составе и появился на поле на 54-й минуте. На этом турнир для Гани и его сборной был закончен.
Почти сразу после окончания чемпионата Европы стартовал отборочный цикл к чемпионату мира 2002 года. Уже в первом матче Ганя принёс победу своей сборной забив единственный мяч в матче с Литвой. После отборочного матча со сборной Италии 24 марта 2001 года, в котором Ганя появился на поле за 12 минут до конца, форвард допустил несколько некорректных высказываний в адрес главного тренера сборной Румынии Ласло Бёлёни. За это форвард был моментально исключён из состава. Вскоре форвард принёс свои извинения и уже в июне вновь выступал за сборную. Всего в отборочном цикле Ганя забил 1 гол в 6-и матчах, а румыны заняв второе место в группе вышли в стыковые матчи со словенцами. Проиграв в Любляне со счётом 1:2, дома румыны сыграли с соперником лишь в ничью и упустили возможность поехать на чемпионат мира.
В сентябре 2002 года стартовал отборочный турнир чемпионата Европы 2004 года. Ганя принял участие во всех 8-и матчах отбора и забил в них 4 гола, став вторым в списке лучших бомбардиров группы. Но это не помогло его сборной, которая заняла лишь третье место в группе и не смогла пройти даже в стыковые матчи.
31 марта 2004 года в товарищеском матче со сборной Шотландии Ганя нанёс тяжелейшую травму колена Джону Кеннеди, для которого это был первый матч за сборную. От полученной травмы Кеннеди восстанавливался в течение трёх лет. Но в 2009 году Кеннеди закончил карьеру так и не сумев полностью восстановиться после травмы.
Через 2 месяца в товарищеском матче с ирландцами Ганя единственный раз своей карьере вышел в составе национальной сборной с капитанской повязкой. После этого Йонел из-за травмы почти 2 года не играл за сборную
6 сентября 2006 года Ганя впервые сыграл за Румынию после перерыва в отборочном матче чемпионата Европы 2008 года со сборной Албании. Этот матч стал для Йонела последним в майке национальной сборной Румынии.
Всего в составе сборной Румынии Йонел Ганя сыграл в 45-и матчах и забил 19 голов.

## Достижения
Командные
 «Университатя» (Крайова)
- Финалист Кубка Румынии: 1997/98

 «Рапид» (Бухарест)
- Чемпион Румынии: 1998/99
- Обладатель Кубка Румынии: 2006/07
- Финалист Кубка Румынии: 1998/99

 «Штутгарт»
- Серебряный призёр чемпионата Германии: 2002/03
- Обладатель Кубка Интертото (2): 2000, 2002

Личные
- Лучший бомбардир чемпионата Румынии: 1998/99 (28 голов)

## Личная жизнь
У Йонела есть три брата: Мариус-Константин, Космин и Дорел.
Жену Йонела зовут Дана, она старше его на 2 года, они познакомились в 1994 году на одной из дискотек в Фэгэраше. У них есть дочь Йоана (р. 1997), которая занимается конным спортом и сын Джордже (р. 1999), ставший как и отец профессиональным футболистом. После окончания карьеры футболиста семья Йонела осталась жить в Тимишоаре. Но когда он стал одним из тренеров «Динамо» он уехал от семьи и стал жить в своём доме в Пипере. В начале 2010 года Йонел подал на развод. Также Йонел обратился в суд по поводу детей, которых он не хотел отдавать своей жене.
У Гани 4 дома в Румынии, 2 в Пипере, 1 в Тимишоаре и 1 в 15 км от его родного города Фэгэраша, 1 квартира в районе Бухареста Бэнеаса и несколько земельных участков. Одна из его вилл в Пипере оценивается в 500 тысяч евро.
Александр Глеб, игравший за «Штутгарт» в период с 2000 по 2005 год, в одном из интервью сказал о том, что Ганя неплохо говорит по-русски.

## Клубная статистика
| Клуб                    | Дивизион         | Сезон            | Национальный чемпионат | Национальный чемпионат | Национальный кубок | Национальный кубок | Национальный кубок лиги | Национальный кубок лиги | Кубок УЕФА | Кубок УЕФА | Кубок Интертото | Кубок Интертото | Итого | Итого |
| Клуб                    | Дивизион         | Сезон            | Игры                   | Голы                   | Игры               | Голы               | Игры                    | Голы                    | Игры       | Голы       | Игры            | Голы            | Игры  | Голы  |
| ----------------------- | ---------------- | ---------------- | ---------------------- | ---------------------- | ------------------ | ------------------ | ----------------------- | ----------------------- | ---------- | ---------- | --------------- | --------------- | ----- | ----- |
| ИКИМ                    | Дивизия B        | 1992/93          | ?                      | 0                      | ?                  | ?                  | 0                       | 0                       | 0          | 0          | 0               | 0               | ?     | 0+    |
| ИКИМ                    | Дивизия B        | 1993/94          | ?                      | 4                      | 0                  | 0                  | 0                       | 0                       | 0          | 0          | 0               | 0               | ?     | 4     |
| ИКИМ                    | Итого            | Итого            | ?                      | 4                      | ?                  | ?                  | 0                       | 0                       | 0          | 0          | 0               | 0               | ?     | 4+    |
| Брашов                  | Дивизия A        | 1994/95          | 30                     | 0                      | ?                  | ?                  | 0                       | 0                       | 0          | 0          | 0               | 0               | 30+   | 0+    |
| Брашов                  | Дивизия A        | 1995/96          | 20                     | 4                      | ?                  | ?                  | 0                       | 0                       | 0          | 0          | 0               | 0               | 20+   | 4+    |
| Брашов                  | Итого            | Итого            | 50                     | 4                      | ?                  | ?                  | 0                       | 0                       | 0          | 0          | 0               | 0               | 50+   | 4+    |
| Университатя (Крайова)  | Дивизия A        | 1995/96          | 11                     | 5                      | 0                  | 0                  | 0                       | 0                       | 0          | 0          | 0               | 0               | 11    | 5     |
| Университатя (Крайова)  | Дивизия A        | 1996/97          | 19                     | 6                      | ?                  | 0                  | 0                       | 0                       | 0          | 0          | ?               | ?               | 19+   | 6+    |
| Университатя (Крайова)  | Дивизия A        | 1997/98          | 26                     | 11                     | 1+                 | 0+                 | 0                       | 0                       | 0          | 0          | 0               | 0               | 26+   | 11+   |
| Университатя (Крайова)  | Итого            | Итого            | 56                     | 22                     | 1+                 | 0+                 | 0                       | 0                       | 0          | 0          | ?               | ?               | 57+   | 22+   |
| Глория (Бистрица)       | Дивизия A        | 1998/99          | 16                     | 17                     | ?                  | ?                  | 0                       | 0                       | 0          | 0          | 0               | 0               | 16+   | 17+   |
| Глория (Бистрица)       | Итого            | Итого            | 16                     | 17                     | ?                  | ?                  | 0                       | 0                       | 0          | 0          | 0               | 0               | 16+   | 17+   |
| Рапид (Бухарест)        | Дивизия A        | 1998/99          | 16                     | 11                     | ?                  | ?                  | 0                       | 0                       | 0          | 0          | 0               | 0               | 16+   | 11+   |
| Рапид (Бухарест)        | Итого            | Итого            | 16                     | 11                     | ?                  | ?                  | 0                       | 0                       | 0          | 0          | 0               | 0               | 16+   | 11+   |
| Штутгарт                | Бундеслига       | 1999/00          | 29                     | 7                      | 4                  | 2                  | 0                       | 0                       | 0          | 0          | 0               | 0               | 33    | 9     |
| Штутгарт                | Бундеслига       | 2000/01          | 32                     | 8                      | 3                  | 4                  | 0                       | 0                       | 6          | 3          | 1               | 0               | 42    | 15    |
| Штутгарт                | Бундеслига       | 2001/02          | 23                     | 10                     | 3                  | 1                  | 0                       | 0                       | 0          | 0          | 0               | 0               | 26    | 11    |
| Штутгарт                | Бундеслига       | 2002/03          | 23                     | 9                      | 2                  | 0                  | 0                       | 0                       | 4          | 1          | 7               | 2               | 36    | 12    |
| Штутгарт                | Итого            | Итого            | 107                    | 34                     | 12                 | 7                  | 0                       | 0                       | 10         | 4          | 8               | 2               | 137   | 47    |
| Бурсаспор               | Суперлига        | 2003/04          | 15                     | 5                      | 0                  | 0                  | 0                       | 0                       | 0          | 0          | 0               | 0               | 15    | 5     |
| Бурсаспор               | Итого            | Итого            | 15                     | 5                      | 0                  | 0                  | 0                       | 0                       | 0          | 0          | 0               | 0               | 15    | 5     |
| Вулверхэмптон Уондерерс | Премьер-лига     | 2003/04          | 16                     | 3                      | 3                  | 1                  | 0                       | 0                       | 0          | 0          | 0               | 0               | 19    | 4     |
| Вулверхэмптон Уондерерс | Чемпионшип       | 2004/05          | 0                      | 0                      | 0                  | 0                  | 0                       | 0                       | 0          | 0          | 0               | 0               | 0     | 0     |
| Вулверхэмптон Уондерерс | Чемпионшип       | 2005/06          | 18                     | 4                      | 0                  | 0                  | 2                       | 1                       | 0          | 0          | 0               | 0               | 20    | 5     |
| Вулверхэмптон Уондерерс | Итого            | Итого            | 34                     | 7                      | 3                  | 1                  | 2                       | 1                       | 0          | 0          | 0               | 0               | 39    | 9     |
| Динамо (Бухарест)       | Лига I           | 2006/07          | 18                     | 14                     | 2                  | 2                  | 0                       | 0                       | 10         | 0          | 0               | 0               | 30    | 16    |
| Динамо (Бухарест)       | Итого            | Итого            | 18                     | 14                     | 2                  | 2                  | 0                       | 0                       | 10         | 0          | 0               | 0               | 30    | 16    |
| Рапид (Бухарест)        | Лига I           | 2006/07          | 9                      | 2                      | 2                  | 1                  | 0                       | 0                       | 0          | 0          | 0               | 0               | 11    | 3     |
| Рапид (Бухарест)        | Итого            | Итого            | 9                      | 2                      | 2                  | 1                  | 0                       | 0                       | 0          | 0          | 0               | 0               | 11    | 3     |
| Политехника (Тимишоара) | Лига I           | 2007/08          | 18                     | 3                      | 0                  | 0                  | 0                       | 0                       | 0          | 0          | 0               | 0               | 18    | 3     |
| Политехника (Тимишоара) | Итого            | Итого            | 18                     | 3                      | 0                  | 0                  | 0                       | 0                       | 0          | 0          | 0               | 0               | 18    | 3     |
| Всего за карьеру        | Всего за карьеру | Всего за карьеру | 339+                   | 123                    | 20+                | 11+                | 2                       | 1                       | 20         | 4          | 8+              | 2+              | 389+  | 141+  |

## Статистика в сборной
| Матчи и голы Йонела Гани за сборную Румынии | Матчи и голы Йонела Гани за сборную Румынии | Матчи и голы Йонела Гани за сборную Румынии | Матчи и голы Йонела Гани за сборную Румынии | Матчи и голы Йонела Гани за сборную Румынии | Матчи и голы Йонела Гани за сборную Румынии | Матчи и голы Йонела Гани за сборную Румынии |
| №                                           | Дата                                        | Место проведения                            | Оппонент                                    | Счёт                                        | Голы                                        | Соревнование                                |
| ------------------------------------------- | ------------------------------------------- | ------------------------------------------- | ------------------------------------------- | ------------------------------------------- | ------------------------------------------- | ------------------------------------------- |
| 1                                           | 3 марта 1999                                | Бухарест                                    | Эстония                                     | 2:0                                         | 2                                           | Товарищеский матч                           |
| 2                                           | 10 марта 1999                               | Бухарест                                    | Израиль                                     | 0:2                                         | -                                           | Товарищеский матч                           |
| 3                                           | 28 апреля 1999                              | Бухарест                                    | Бельгия                                     | 1:0                                         | 1                                           | Товарищеский матч                           |
| 4                                           | 5 июня 1999                                 | Бухарест                                    | Венгрия                                     | 1:0                                         | -                                           | Отборочный матч к ЧЕ 2000                   |
| 5                                           | 9 июня 1999                                 | Бухарест                                    | Азербайджан                                 | 4:0                                         | 1                                           | Отборочный матч к ЧЕ 2000                   |
| 6                                           | 18 августа 1999                             | Лимасол                                     | Кипр                                        | 2:2                                         | -                                           | Товарищеский матч                           |
| 7                                           | 4 сентября 1999                             | Братислава                                  | Словакия                                    | 5:1                                         | -                                           | Отборочный матч к ЧЕ 2000                   |
| 8                                           | 8 сентября 1999                             | Бухарест                                    | Португалия                                  | 1:1                                         | -                                           | Отборочный матч к ЧЕ 2000                   |
| 9                                           | 9 октября 1999                              | Вадуц                                       | Лихтенштейн                                 | 3:0                                         | 2                                           | Отборочный матч к ЧЕ 2000                   |
| 10                                          | 29 марта 2000                               | Афины                                       | Греция                                      | 0:2                                         | -                                           | Товарищеский матч                           |
| 11                                          | 26 апреля 2000                              | Констанца                                   | Кипр                                        | 2:0                                         | 1                                           | Товарищеский матч                           |
| 12                                          | 27 мая 2000                                 | Амстердам                                   | Нидерланды                                  | 1:2                                         | -                                           | Товарищеский матч                           |
| 13                                          | 3 июня 2000                                 | Бухарест                                    | Греция                                      | 2:1                                         | -                                           | Товарищеский матч                           |
| 14                                          | 17 июня 2000                                | Арнем                                       | Португалия                                  | 0:1                                         | -                                           | Чемпионат Европы 2000                       |
| 15                                          | 20 июня 2000                                | Шарлеруа                                    | Англия                                      | 3:2                                         | 1                                           | Чемпионат Европы 2000                       |
| 16                                          | 24 июня 2000                                | Брюссель                                    | Италия                                      | 0:2                                         | -                                           | Чемпионат Европы 2000                       |
| 17                                          | 16 августа 2000                             | Бухарест                                    | Польша                                      | 1:1                                         | -                                           | Товарищеский матч                           |
| 18                                          | 3 сентября 2000                             | Бухарест                                    | Литва                                       | 1:0                                         | 1                                           | Отборочный матч к ЧМ 2002                   |
| 19                                          | 7 октября 2000                              | Милан                                       | Италия                                      | 0:3                                         | -                                           | Отборочный матч к ЧМ 2002                   |
| 20                                          | 28 февраля 2001                             | Никосия                                     | Литва                                       | 3:0                                         | 2                                           | Кубок Кипрской футбольной ассоциации        |
| 21                                          | 24 марта 2001                               | Бухарест                                    | Италия                                      | 0:2                                         | -                                           | Отборочный матч к ЧМ 2002                   |
| 22                                          | 2 июня 2001                                 | Бухарест                                    | Венгрия                                     | 2:0                                         | -                                           | Отборочный матч к ЧМ 2002                   |
| 23                                          | 6 июня 2001                                 | Каунас                                      | Литва                                       | 2:1                                         | -                                           | Отборочный матч к ЧМ 2002                   |
| 24                                          | 5 сентября 2001                             | Будапешт                                    | Венгрия                                     | 2:0                                         | -                                           | Отборочный матч к ЧМ 2002                   |
| 25                                          | 14 ноября 2001                              | Бухарест                                    | Словения                                    | 1:1                                         | -                                           | Отборочный матч к ЧМ 2002                   |
| 26                                          | 13 февраля 2002                             | Париж                                       | Франция                                     | 1:2                                         | 1                                           | Товарищеский матч                           |
| 27                                          | 27 марта 2002                               | Констанца                                   | Украина                                     | 4:1                                         | 1                                           | Товарищеский матч                           |
| 28                                          | 17 апреля 2002                              | Быдгощ                                      | Польша                                      | 2:1                                         | 1                                           | Товарищеский матч                           |
| 29                                          | 21 августа 2002                             | Констанца                                   | Греция                                      | 0:1                                         | -                                           | Товарищеский матч                           |
| 30                                          | 7 сентября 2002                             | Сараево                                     | Босния и Герцеговина                        | 3:0                                         | 1                                           | Отборочный матч к ЧЕ 2004                   |
| 31                                          | 12 октября 2002                             | Бухарест                                    | Норвегия                                    | 0:1                                         | -                                           | Отборочный матч к ЧЕ 2004                   |
| 32                                          | 16 октября 2002                             | Люксембург                                  | Люксембург                                  | 7:0                                         | -                                           | Отборочный матч к ЧЕ 2004                   |
| 33                                          | 20 ноября 2002                              | Тимишоара                                   | Хорватия                                    | 0:1                                         | -                                           | Товарищеский матч                           |
| 34                                          | 12 февраля 2003                             | Ларнака                                     | Словакия                                    | 2:1                                         | 1                                           | Кубок Кипрской футбольной ассоциации        |
| 35                                          | 29 марта 2003                               | Бухарест                                    | Дания                                       | 2:5                                         | -                                           | Отборочный матч к ЧЕ 2004                   |
| 36                                          | 7 июня 2003                                 | Крайова                                     | Босния и Герцеговина                        | 2:0                                         | 1                                           | Отборочный матч к ЧЕ 2004                   |
| 37                                          | 11 июня 2003                                | Осло                                        | Норвегия                                    | 1:1                                         | 1                                           | Отборочный матч к ЧЕ 2004                   |
| 38                                          | 6 сентября 2003                             | Плоешти                                     | Люксембург                                  | 4:0                                         | 1                                           | Отборочный матч к ЧЕ 2004                   |
| 39                                          | 10 сентября 2003                            | Копенгаген                                  | Дания                                       | 2:2                                         | -                                           | Отборочный матч к ЧЕ 2004                   |
| 40                                          | 11 октября 2003                             | Бухарест                                    | Япония                                      | 1:1                                         | -                                           | Товарищеский матч                           |
| 41                                          | 18 февраля 2004                             | Ларнака                                     | Грузия                                      | 3:0                                         | -                                           | Кубок Кипрской футбольной ассоциации        |
| 42                                          | 31 марта 2004                               | Глазго                                      | Шотландия                                   | 2:1                                         | -                                           | Товарищеский матч                           |
| 43                                          | 28 апреля 2004                              | Бухарест                                    | Германия                                    | 5:1                                         | -                                           | Товарищеский матч                           |
| 44                                          | 27 мая 2004                                 | Дублин                                      | Ирландия                                    | 0:1                                         | -                                           | Товарищеский матч                           |
| 45                                          | 6 сентября 2006                             | Тирана                                      | Албания                                     | 2:0                                         | -                                           | Отборочный матч к ЧЕ 2008                   |

Итого: 45 матчей / 19 голов; 25 побед, 7 ничьих, 13 поражений.
| Сводная статистика матчей и голов Йонела Гани за сборную Румынии | Сводная статистика матчей и голов Йонела Гани за сборную Румынии | Сводная статистика матчей и голов Йонела Гани за сборную Румынии | Сводная статистика матчей и голов Йонела Гани за сборную Румынии | Сводная статистика матчей и голов Йонела Гани за сборную Румынии | Сводная статистика матчей и голов Йонела Гани за сборную Румынии | Сводная статистика матчей и голов Йонела Гани за сборную Румынии | Сводная статистика матчей и голов Йонела Гани за сборную Румынии | Сводная статистика матчей и голов Йонела Гани за сборную Румынии | Сводная статистика матчей и голов Йонела Гани за сборную Румынии | Сводная статистика матчей и голов Йонела Гани за сборную Румынии |
| Год                                                              | Финальные матчи ЧЕ                                               | Финальные матчи ЧЕ                                               | Отборочные матчи ЧМ                                              | Отборочные матчи ЧМ                                              | Отборочные матчи ЧЕ                                              | Отборочные матчи ЧЕ                                              | Товарищеские матчи                                               | Товарищеские матчи                                               | Итого                                                            | Итого                                                            |
| Год                                                              | Игры                                                             | Голы                                                             | Игры                                                             | Голы                                                             | Игры                                                             | Голы                                                             | Игры                                                             | Голы                                                             | Игры                                                             | Голы                                                             |
| ---------------------------------------------------------------- | ---------------------------------------------------------------- | ---------------------------------------------------------------- | ---------------------------------------------------------------- | ---------------------------------------------------------------- | ---------------------------------------------------------------- | ---------------------------------------------------------------- | ---------------------------------------------------------------- | ---------------------------------------------------------------- | ---------------------------------------------------------------- | ---------------------------------------------------------------- |
| 1999                                                             | 0                                                                | 0                                                                | 0                                                                | 0                                                                | 5                                                                | 3                                                                | 4                                                                | 3                                                                | 9                                                                | 6                                                                |
| 2000                                                             | 3                                                                | 1                                                                | 2                                                                | 1                                                                | 0                                                                | 0                                                                | 5                                                                | 1                                                                | 10                                                               | 3                                                                |
| 2001                                                             | 0                                                                | 0                                                                | 5                                                                | 0                                                                | 0                                                                | 0                                                                | 1                                                                | 2                                                                | 6                                                                | 2                                                                |
| 2002                                                             | 0                                                                | 0                                                                | 0                                                                | 0                                                                | 3                                                                | 1                                                                | 5                                                                | 3                                                                | 8                                                                | 4                                                                |
| 2003                                                             | 0                                                                | 0                                                                | 0                                                                | 0                                                                | 5                                                                | 3                                                                | 2                                                                | 1                                                                | 7                                                                | 4                                                                |
| 2004                                                             | 0                                                                | 0                                                                | 0                                                                | 0                                                                | 0                                                                | 0                                                                | 4                                                                | 0                                                                | 4                                                                | 0                                                                |
| 2005                                                             | 0                                                                | 0                                                                | 0                                                                | 0                                                                | 0                                                                | 0                                                                | 0                                                                | 0                                                                |                                                                  |                                                                  |
| 2006                                                             | 0                                                                | 0                                                                | 0                                                                | 0                                                                | 1                                                                | 0                                                                | 0                                                                | 0                                                                | 1                                                                | 0                                                                |
| Итого                                                            | 3                                                                | 1                                                                | 7                                                                | 1                                                                | 14                                                               | 7                                                                | 21                                                               | 10                                                               | 45                                                               | 19                                                               |